# Priacanthus blochii
Priacanthus blochii  (лат.) — вид лучепёрых рыб из семейства каталуфовых (Priacanthidae). Морские бентопелагические рыбы.

## Описание
Максимальная длина тела 35 сантиметров. Окраска тела, головы и плавников красновато-коричневая. В основании первых 3-х лучей брюшных плавников есть чёрное пятно. Рыба может менять цвет в зависимости от условий окружающей среды.

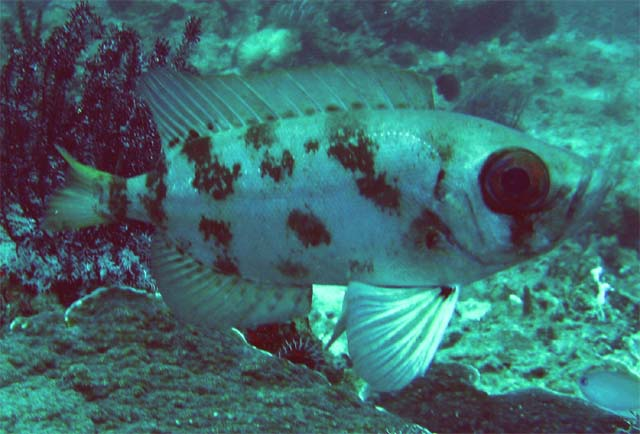

## Распространение
Priacanthus blochii встречается в водах от юга Африки до Французской Полинезии и Австралии. Также вид был зарегистрирован в Красном море.

## Среда обитания
Обитают в лагунах и рифовых зонах на глубине от 8 до 50 метров в пещерах или под уступами. Часто встречается в заиленных местах. Обычно держится поодиночке или небольшими группами.

## Описание вида и этимология
Priacanthus blochii был впервые официально описан в 1853 году голландским ихтиологом Питером Блекером (1819—1874). Описан по нескольким экземплярам из Джакарта, Индонезия, Яванское море, восточная часть Индийского океана; Сибога, западная Суматра, Индонезия, восточная часть Индийского океана; Залив Амбон, остров Амбон, Молуккские острова, Индонезия. Немецкий зоолог Маркус Элиезер Блох (1723—1799) упоминается в описании Блекера несколько раз, и вполне вероятно, что видовое название дано в честь Блоха.